# Stephan Volkert
Stephan Volkert (Colonia, 7 de agosto de 1971) es un deportista alemán que compitió en remo.
Participó en cuatro Juegos Olímpicos de Verano, obteniendo en total tres medallas, oro en Barcelona 1992, oro en Atlanta 1996 y bronce en Sídney 2000, en la prueba de cuatro scull, y el quinto lugar en Atenas 2004, en la misma prueba.
Ganó ocho medallas en el Campeonato Mundial de Remo entre los años 1993 y 2003.

## Palmarés internacional
| Juegos Olímpicos   | Juegos Olímpicos              | Juegos Olímpicos  | Juegos Olímpicos |
| Año                | Lugar                         | Medalla           | Prueba           |
| ------------------ | ----------------------------- | ----------------- | ---------------- |
| 1992               | Barcelona (España)            | Medalla de oro    | Cuatro scull     |
| 1996               | Atlanta (Estados Unidos)      | Medalla de oro    | Cuatro scull     |
| 2000               | Sídney (Australia)            | Medalla de bronce | Cuatro scull     |
| Campeonato Mundial |                               |                   |                  |
| Año                | Lugar                         | Medalla           | Prueba           |
| 1993               | Račice (República Checa)      | Medalla de oro    | Cuatro scull     |
| 1994               | Indianápolis (Estados Unidos) | Medalla de bronce | Cuatro scull     |
| 1995               | Tampere (Finlandia)           | Medalla de plata  | Doble scull      |
| 1997               | Aiguebelette (Francia)        | Medalla de oro    | Doble scull      |
| 1998               | Colonia (Alemania)            | Medalla de oro    | Doble scull      |
| 1999               | St. Catharines (Canadá)       | Medalla de oro    | Cuatro scull     |
| 2002               | Sevilla (España)              | Medalla de oro    | Cuatro scull     |
| 2003               | Milán (Italia)                | Medalla de oro    | Cuatro scull     |